# Стивен Хокинг
Стивен Вилијам Хокинг (енгл. Stephen William Hawking; Оксфорд, 8. јануар 1942 — Кембриџ, 14. март 2018) био је енглески теоретски физичар, космолог, аутор и директор истраживања у Центру за теоријску космологију на Универзитету у Кембриџу. Његови научни радови укључивали су сарадњу са Роџером Пенрузом о теоремама гравитационог сингуларитета у оквиру опште релативности и теоретском предвиђању да црне рупе емитују зрачење, названо Хокингова радијација. Хокинг је први који је поставио теорију о космологији, објашњену заједницом опште теорије релативности и квантне механике. Био је снажан присталица у вишесветовном тумачењу квантне механике.
Хокинг је био члан Краљевског друштва (ФРС), доживотни члан Папешке академије наука, и добитник председничке медаље о слободи, највише цивилне награде у САД. Године 2002, Хокинг је рангиран као 25. у анкети ББЦ-а — 100 највећих Британаца. Био је Лукасов професор математике на Универзитету у Кембриџу између 1979. и 2009. године и постигао је трговачки успех радовима о популарној науци у којима расправља о сопственим теоријама и космологији уопште. Његова књига Кратка историја времена појавила се на списку бестселера британског Сандеј Тајмса и задржала се ту рекордних 237 седмица.
Хокинг је имао ретки рани-почетак споријег облика болести моторних неурона (познате и као Амиотрофична латерална склероза, „АЛС” или Лу Геригова болест) која га је постепено парализовала током деценија. Чак и након губитка говора, он је и даље био у могућности да комуницира путем уређаја за генерисање говора, у почетку помоћу ручног прекидача, а на крају коришћењем једног мишића образа. Умро је 14. марта 2018. године у 76. години живота.

## Биографија
Хокинг је дипломирао физику на Оксфорду, потом је с темом из теорије релативности докторирао на Кембриџу, где је наставио своју академску каријеру. Постао је члан Краљевског друштва 1974, професор математике 1979. Као студент добио веома прогресивну неуромоторичку болест која веома онеспособљује и ограничава кретање и говор. Свој математички рад је наставио ментално и саопштавао га тек у завршном облику. Његов животни рад представља изванредну победу над тешком физичком онеспособљеношћу.
Хокинг је започео проучавање опште теорије релативности, примећујући да Ајнштајнова теорија не објашњава квантномеханичку природу физике и није у стању да адекватно опише гравитационе сингуларитете попут „црних рупа” или „великог праска”. У књизи The Large Scale Structure of Space-Time (G. F. R. Ellis, 1973) показао је да се простор-време сингуларитет мора појавити на почетку универзума и само простора и времена; то је био „велики прасак” (тачка бесконачно високе густине просторновременске закривљености). Универзум се од те тачке па надаље шири.
Хокинг је веома унапредио наше знање о црним рупама - оне су сингуларитет у времену и простору, који су узроковани масом довољном да закриви простор тако да је онемогућен пролазак светлосних таласа (фотона). Граница унутар које светлост не може да изађе зове се хоризонт догађаја и задата је Шварцшилдовим радијусом. Хокинг је установио да се хоризонт догађаја временом може само повећавати или остати константан, тако да уколико би две црне рупе нестале, површина новонастале области била би већа од збира површина компоненти.
Показао је да механика црних рупа има паралеле у законима термодинамике (према којима ентропија мора расти с временом). Такође је показао да црне рупе не настају само услед колапса звезда већ и услед колапса и других висококомпресованих региона простора.
У периоду од 1970. до 1974. Хокинг и његови сарадници доказали су Вилерову (J. Wheeler, 1911—2008) хипотезу (познату као „ни-длака” теорема) да су само маса, угаони момент и електрично наелектрисање очувани једном када материја доспе у црну рупу.
Године 1974. Хокинг је дошао до изванредног резултата да црне рупе могу емитовати топлотно зрачење. На пример, ако је пар честица-античестица настао у близини хоризонта догађаја, а само једна је унутар њега, тада црна рупа ефективно емитује топлотно зрачење. Коначна се температура отуда мора повезати с црном рупом, а аналогија између механике црне рупе и термодинамике је стварна. Индиректан доказ за постојање црних рупа у центру активних галаксија је сада задобијен: постоји известан доказ да је у центру наше галаксије, Млечног пута, црна рупа.
Нешто скорије је Хокинг предузео да формулише конзистентну квантномеханичку теорију гравитације, која би гравитацију повезала с друга три основна типа силе (слабом нуклеарном, јаком нуклеарном и електромагнетном интеракцијом). Његова нетехничка књига „Кратка историја времена” (енгл. A Brief History of Time, 1988) је била изванредни издавачки успех. Постао је почасни пратилац краљице, 1989.
Хокинг је умро у својој кући у Кембриџу у Енглеској, рано ујутру 14. марта 2018. године, у 76. години живота. Његова породица је изјавила да је "спокојно умро". Његове су бројке из области знаности, забаве, политике и других подручја. Застава на Универзитет Кембриџ је спуштена на пола јарбола, а књигу саучешћа су потписали студенти и посетиоци.

## Лични ставови

### Будућност човечанства
Хокинг је 2006. године поставио отворено питање на интернету, које гласи: "У свету који је у хаосу политички, социјално и еколошки, како људска врста може да се одржи још 100 година?", касније појашњавајући: "Ја не знам одговор. Зато сам и поставио питање, да људи о томе размишљају и да буду свесни опасности са којима се сада суочавамо."
Хокинг је изјавио да, с обзиром на пространост свемира, ванземаљци вјероватно постоје, али да контакт са њима треба избјећи. Он је упозорио да би ванземаљци могли опљачкати Земљу због ресурса. Тако је 2010. године рекао: "Ако нас посјете ванземаљци, исход би био као када је Колумбо дошао у Америку, што се није показало као добро за Индијанце."

## Популарне књиге
- Кратка историја времена (1988)
- Црне рупе и бебе васељене и остали есеји (1993)
- Теорија свега (2001)
- На плећима дивова (2002)
- Краћа историја времена (2005)
- Бог је створио цела броја: Математички продори које су промениле историју (2005)
- Велика замисао (2010)
- Кратка историја мог живота (2013)

## Књиге за децу
- Џорџов тајни кључ за Универзум (2007)
- Џорџов свемирски лов на благо (2009)
- Џорџ и велики прасак (2011)

## Филмови и серије
- Кратка историја времена (1992)
- Стивен Хокингов универзум (1997)
- Хокинг — Би-Би-Сијев телевизијски филм (2004)
- Хоризонт: Хокингов Парадокс (2005)
- Господар научне фантастике (2007)
- Стивен Хокинг и Теорија свега (2007)
- Стивен Хокинг: Господар Универзума (2008)
- У Универзум са Стивеном Хокингом (2010)
- Врли нови свет са Стивеном Хокингом (2011)
- Стивен Хокинг Велика замисао (2012)
- Штребери (2012)
- Стивен Хокинг: Кратка историја мог живота (2013)
- Теорија свега — играни филм (2014)